# Sébastien Joanniez
Sébastien Joanniez (né à Dijon en 1974) est un écrivain français, dramaturge et auteur de littérature jeunesse. 

## Biographie
Pour son album jeunesse Marabout d'ficelle illustré par Régis Lejonc, il obtient le Prix Tam-Tam 2002.
Son album jeunesse Entrez ! illustré par Joanna Concejo publié en 2010 fait partie de la « Bibliothèque idéale » du Centre national de la littérature pour la jeunesse (BnF). Il est réédité en 2023 chez un nouvel éditeur.
Sébastien Joanniez est Finaliste du Grand prix de littérature dramatique Jeunesse en 2016 pour sa pièce Stroboscopie .
En 2022 est publié son roman ado  On a supermarché sur la lune, journal intime d'une collégienne. Pour Télérama, « Des phrases [...] acrobatiques, fantaisistes, musiciennes, pleines de rimes et de jeux sur les mots, les sons, les tons et les humeurs, le texte en est plein. Elles composent une voix singulière dans laquelle l’auteur, Sébastien Joanniez, s’est glissé avec une rare justesse ». L'ouvrage obtient une Mention au Prix Vendredi en 2022. Il est sélectionné pour le Prix RTS de littérature ados en 2024. Pour le comité du prix, « Un roman dynamique et innovant, qui imite un journal intime et qui est marqué par la pluralité des styles. [...] Il se dégage de ce pot-pourri narratif une grande cohérence, tant le tout est habilement agencé. [...] ce roman parle de l'adolescence avec justesse et sensibilité ». 
En 2024 il publie le roman ado Des jours comme des nuits aux éditions du Rouergue autour du thème du deuil. Pour Télérama « Construit en trois parties, le récit de Sébastien Joanniez use de l’imparfait pour alourdir les souvenirs tandis que le présent claque la vie à affronter désormais. Une poésie émerge, mais ni la langue harmonieuse ni la justesse des images convoquées ne gomment la cruauté de ce qui se joue ».

## Publications
- En bas c'est moi, Lyon, France, Blankas poésie : Trivelin théâtre, 1999
- Marabout d'ficelle  (ill. Régis Lejonc), Rodez, France, Éditions du Rouergue, coll. « Zig zag », 2002, 89 p. (ISBN 978-2-84156-358-6)prix Tam-Tam 2002[1]
- Terminus Noël, Rodez, France, Éditions du Rouergue, coll. « doAdo », 2002, 77 p. (ISBN 978-2-84156-412-5)
- Je fais ce que je peux[10], Paris, ill. Laurent Corvaisier, Éditions Sarbacane, 2004, 48 p. (ISBN 978-2-84865-045-6)
- Des lambeaux noirs dans l’eau du bain, Saint-Gély-du-Fesc, France, Éditions Espaces 34, coll. « Espace théâtre », 2005, 90 p. (ISBN 978-2-84705-010-3)
- Même les nuages, je ne sais pas d'où ils viennent, Rodez, France, ill. Séverine Assous, Éditions du Rouergue, coll. « Zig-zag », 2005, 90 p. (ISBN 978-2-84156-618-1)
- Fred et Fred, Paris, ill. Nathalie Novi, Éditions Sarbacane, coll. « Girafon poche », 2005, 30 p. (ISBN 978-2-84865-077-7)
- Treizième avenir, Paris, Éditions Sarbacane, coll. « Exprim' », 2006, 103 p. (ISBN 978-2-84865-139-2)
- Trop tard c'est bientôt, Givors, France, ill. Aurélie Bianchin, Color gang, coll. « Urgences », 2007, 52 p. (ISBN 978-2-915107-27-2)
- Dans quels déserts tu ranges tes soifs ?, Givors, France, ill. Aurélie Bianchin, Color gang, coll. « Urgences », 2007, 95 p. (ISBN 978-2-915107-28-9)
- Désarmés : Cantique, Saint-Gély-du-Fesc, France, Éditions Espaces 34, coll. « Espace théâtre », 2007, 33 p. (ISBN 978-2-84705-039-4)
- Entrez ![3]  (ill. Joanna Concejo), Rodez, France, Éditions du Rouergue, 2010 (ISBN 978-2-8126-0126-2)  rééd. Format, 2023[3] (ISBN 9788366789333)
- Le petit matin de mourir, Saint-Gély-du-Fesc, France, Éditions Espaces 34, coll. « Espace théâtre », 2010, 48 p. (ISBN 978-2-84705-064-6)
- Noir grand, illustrations de Daniela Tieni, Editions du Rouergue, 2012
- Vampires cartable et poésie, Editions du Rouergue, 2013
- J'aime pas ma petite sœur/Je veux être la grande, Editions du Rouergue, 2013
- Chouf, illustrations Aurélie Bianchin, Editions Espaces 34, 2014 - théâtre
- Camping, illustrations de Betty Bone, Sarbacane, 2014
- Stroboscopie, Editions Théâtrales, 2015
- Ça sur moi, illustrations Aurélie Bianchin, Editions Gros Textes, 2018
- Moins bête[11], illustrations de Régis Lejonc , Editions Pastel, 2019
- Moi mon ombre[12], illustrations Evelyne Mary, Editions L'étagère du bas, 2019
- Du fond de la classe, ill. Pauline Kerleroux, L'Étagère du bas, 2022
- On a supermarché sur la lune[5],[6], la Joie de lire, 2022
- Des jours comme des nuits[9], Rouergue, coll. « DoAdo », 2024 - roman ado

## Prix et distinctions
- Prix Tam-Tam[1] du magazine J'aime lire en 2002 pour Marabout d'ficelle illustré par Régis Lejonc
- Sélection Prix Gulli 2013 pour Vampire, cartable et poésie[13]
- Finaliste Grand prix de littérature dramatique Jeunesse 2016 pour sa pièce Stroboscopie [4]
- Mention Prix Vendredi[7] 2022 pour  On a supermarché sur la lune
- Sélection Prix RTS de littérature ados[8] 2024 pour  On a supermarché sur la lune

Son album Entrez ! illustré par Joanna Concejo publié en 2010 (et réédité chez un nouvel éditeur en 2023) fait partie de la « Bibliothèque idéale » du Centre national de la littérature pour la jeunesse (BnF) en 2024.